# Тромпетен тритон
Charonia tritonis е вид морско коремоного от семейство Ranellidae. Формата на раковината му е причина в тихоокеанските култури да бъде използвана като духов инструмент, произвеждащ звук подобен на тромпет.

## Описание
Дължината на раковината достига до 45 cm. Тя е едра, куловидна, с големи и добре забележими обороти, а на върха е заострена. Отворът на раковината е голям и притежава оперкулум. Основният цвят е кафеникав с множество С-образи петна. Спиралните бразди са оранжеви, а отвътре има виолетов оттенък.
Цветът на главата и крака е ярко жълта с широки черни напречни ивици.

## Географско разпространение
Видът обитава тропическите води на Индийския и Тихи океан, включително и в Червено море.

## Екологични особености
Обитава дъното на водните басейни на дълбочина от 5 до 30 метра, населяват кораловите рифове и плиткчините. Охлювите са хищници. Хранят се основно с морската звезда Acanthaster planci, морски таралежи, миди. Слючените жлези на мекотелото произвеждат секрет, съдържащ 3 – 4 % сярна киселина, а също и аспарагинова киселина.